# Matej Sarajlić
Matej Sarajlić (ur. 1 czerwca 1995) – chorwacki piłkarz ręczny, prawy rozgrywający, od 2019 zawodnik HC Linz AG.
Wychowanek RK Žepče, w którym treningi rozpoczął w sezonie 2008/2009. W latach 2014–2017 był graczem Zrinjskiego Mostaru, w którego barwach występował w bośniackiej ekstraklasie. W 2017 przeszedł do Stali Mielec. W Superlidze zadebiutował 9 września 2017 w wygranym spotkaniu z KPR-em Legionowo (32:28), w którym rzucił jedną bramkę. W sezonie 2017/2018 rozegrał w najwyższej polskiej klasie rozgrywkowej 29 meczów i zdobył 88 goli. W sezonie 2018/2019 wystąpił w 38 spotkaniach Superligi, w których rzucił 91 bramek. W 2019 przeszedł do austriackiego HC Linz AG.

## Statystyki
| Klub                            | Sezon     | Liga      | Liga | Liga | Liga | Puchar Polski | Puchar Polski | Puchar Polski | Razem | Razem | Razem |
| Klub                            | Sezon     | Liga      | M    | B    | Śr.  | M             | B             | Śr.           | M     | B     | Śr.   |
| ------------------------------- | --------- | --------- | ---- | ---- | ---- | ------------- | ------------- | ------------- | ----- | ----- | ----- |
| Stal Mielec                     | 2017/2018 | Superliga | 29   | 88   | 3    | 3             | 18            | 6             | 32    | 106   | 3,3   |
| Stal Mielec                     | 2018/2019 | Superliga | 38   | 91   | 2,4  | 1             | 3             | 3             | 39    | 94    | 2,4   |
| Stal Mielec                     | Razem     | Razem     | 67   | 179  | 2,7  | 4             | 21            | 5,3           | 71    | 200   | 2,8   |
| Stan na koniec sezonu 2018/2019 |           |           |      |      |      |               |               |               |       |       |       |